# Velický vodopád
Velický vodopád také zvaný Večný dážď je ledovcový vodopád podpořený selektivně a erozí ve Vysokých Tatrách v okrese Poprad na severním Slovensku.

## Charakteristika
Nachází se v Velické dolině na skalním prahu nad Velickým plesem a jeho podloží je tvořené granodiority. Vodopád vytváří Velický potok, který je nad ním v nadmořské výšce 1750 m široký 4 m. Je vysoký přibližně 15 m.

## Přístup
Pod vodopádem a kolem něj prochází zelená turistická značka od Sliezkého domu, která dále pokračuje nahoru Velickou dolinou na Poľský hrebeň. Vodopád je možné navštívit jen v období od 16. června do 31. října.